# Chiesa di Sant'Antonio (Bortigali)
La chiesa di Sant'Antonio è un edificio religioso situato a Bortigali, centro abitato della Sardegna centrale.
Consacrata al culto cattolico, fa parte della parrocchia di Santa Maria degli Angeli, diocesi di Alghero-Bosa.

## Descrizione
La chiesa è dedicata a S. Antonio Abate, noto anche come S. Antoni de su fogu, festeggiato a Bortigali la domenica successiva al 17 gennaio con l’accensione della “tuva” nella piazza della parrocchia. 
Per le ridotte dimensioni può essere definita come cappella. Molto suggestiva perché presenta la parte posteriore completamente scavata nella roccia. I capitelli dei pilastri centrali sono ornati dai classici dentelli rinascimentali. In una delle tre nicchie sopra l’altare è posta la statua lignea di S. Barnaba, proveniente dalla chiesa un tempo esistente sulla vetta del Monte Santu Padre.

## Altri progetti

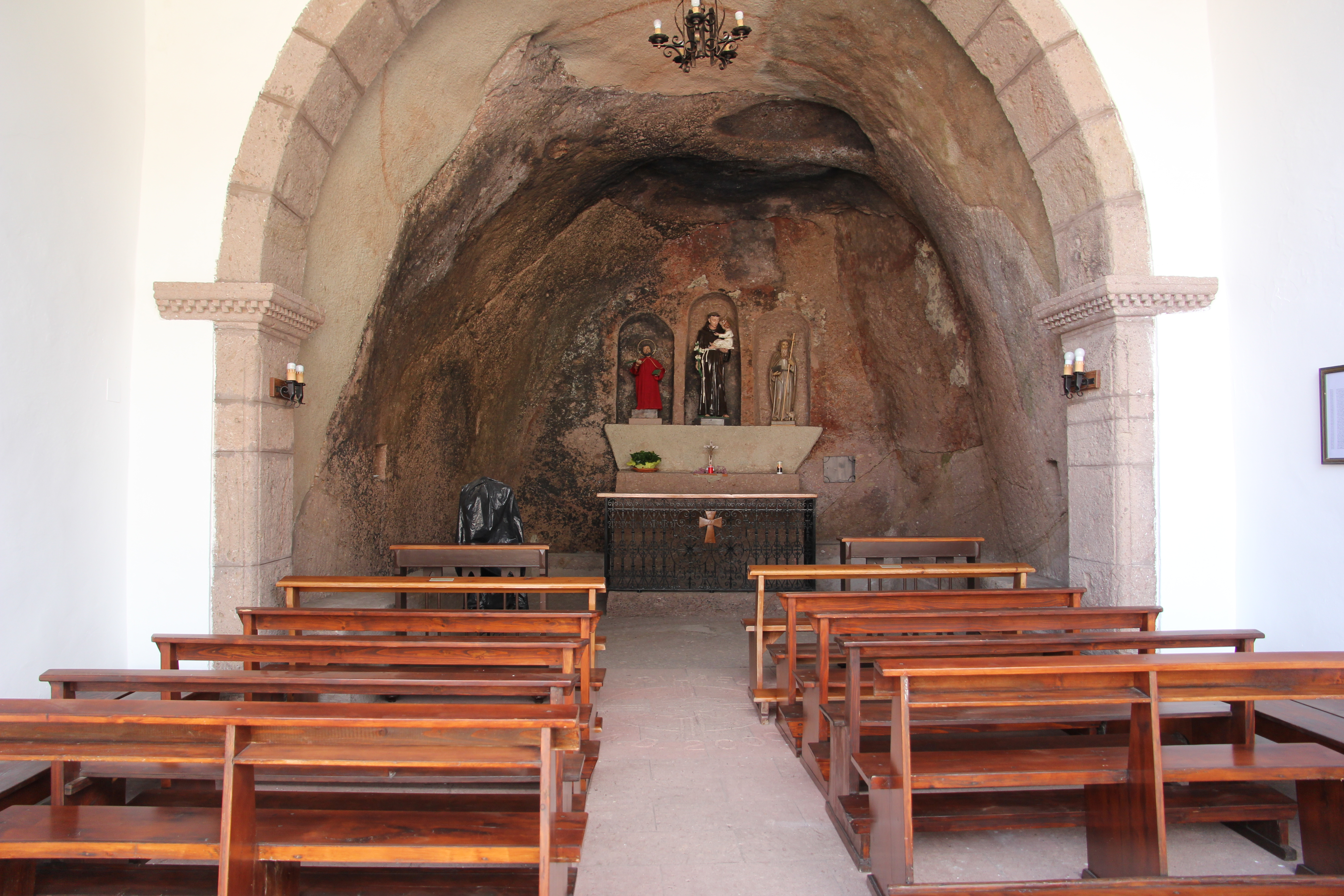